# مورغان سيتي (مسيسيبي)
مورغان سيتي (بالإنجليزية: Morgan City, Mississippi)‏ هي بلدة تقع في مقاطعة ليفلور (ميسيسيبي) بولاية مسيسيبي في الولايات المتحدة. تبلغ مساحتها 1.5 (كم²)، وترتفع عن سطح البحر 36 م، بلغ عدد سكانها 305 نسمة في عام 2000 حسب إحصاء مكتب تعداد الولايات المتحدة وتصل الكثافة السكانية فيها 204.9 نسمة/كم2.

## وصلات خارجية
- The US50 - Cities and Towns in Mississippi State
- Mississippi Cities and Towns, Facts, Map, Flag, Colleges, Government, and More